# Szauki Sammari
Szauki Sammari, Chaouki Sammari (ar. شوقي سماري; ur. 20 marca 1972) – tunezyjski zapaśnik walczący w stylu wolnym. Olimpijczyk z Barcelony 1992, gdzie zajął jedenaste miejsce w kategorii 48 kg. Zdobył srebrny medal na mistrzostwach Afryki w 1992 roku.
- Turniej w Barcelonie 1992

Przegrał z Węgrem László Óváry’em i Niemcem Reinerem Heugabelem i odpadł z turnieju.